# Asambleas prefecturales de Japón
Las asambleas prefecturales de Japón son los parlamentos (órganos legislativos) de las 47 prefecturas en las que se divide Japón. 

## Características
El gobierno en las prefecturas de Japón todavía está altamente centralizado, esto se evidencia tanto por la ausencia de tribunales municipales como por la adhesión de las prefecturas a la constitución nacional, en lugar de las constituciones locales.

## Historia
Las asambleas, como órganos legislativos de las prefecturas, fueron establecidas por la Constitución de Japón, en 1947, donde se establece un principio de autonomía de las prefecturas.

## Asambleas
| prefectura | prefectura | Asamblea                          | No. de miembros |
| ---------- | ---------- | --------------------------------- | --------------- |
|            | Hokkaidō   | Asamblea Prefectural de Hokkaidō  | 100             |
|            | Aomori     | Asamblea Prefectural de Aomori    | 48              |
|            | Iwate      | Asamblea Prefectural de Iwate     | 48              |
|            | Miyagi     | Asamblea Prefectural de Miyagi    | 59              |
|            | Akita      | Asamblea Prefectural de Akita     | 43              |
|            | Yamagata   | Asamblea Prefectural de Yamagata  | 43              |
|            | Fukushima  | Asamblea Prefectural de Fukushima | 58              |
|            | Ibaraki    | Asamblea Prefectural de Ibaraki   | 62              |
|            | Tochigi    | Asamblea Prefectural de Tochigi   | 50              |
|            | Gunma      | Asamblea Prefectural de Gunma     | 50              |
|            | Saitama    | Asamblea Prefectural de Saitama   | 93              |
|            | Chiba      | Asamblea Prefectural de Chiba     | 94              |
|            | Tokio      | Asamblea Metropolitana de Tokio   | 127             |
|            | Kanagawa   | Asamblea Prefectural de Kanagawa  | 105             |
|            | Niiigata   | Asamblea Prefectural de Niigata   | 53              |
|            | Toyama     | Asamblea Prefectural de Toyama    | 40              |
|            | Ishikawa   | Asamblea Prefectural de Ishikawa  | 43              |
|            | Fukui      | Asamblea Prefectural de Fukui     | 37              |
|            | Yamanashi  | Asamblea Prefectural de Yamanashi | 37              |
|            | Nagano     | Asamblea Prefectural de Nagano    | 57              |
|            | Gifu       | Asamblea Prefectural de Gifu      | 46              |
|            | Shizuoka   | Asamblea Prefectural de Shizuoka  | 68              |
|            | Aichi      | Asamblea Prefectural de Aichi     | 102             |
|            | Mie        | Asamblea Prefectural de Mie       | 51              |
|            | Shiga      | Asamblea Prefectural de Shiga     | 44              |
|            | Kioto      | Asamblea Prefectural de Kioto     | 60              |
|            | Osaka      | Asamblea Prefectural de Osaka     | 88              |
|            | Hyōgo      | Asamblea Prefectural de Hyōgo     | 87              |
|            | Nara       | Asamblea Prefectural de Nara      | 43              |
|            | Wakayama   | Asamblea Prefectural de Wakayama  | 42              |
|            | Tottori    | Asamblea Prefectural de Tottori   | 35              |
|            | Shimane    | Asamblea Prefectural de Shimane   | 37              |
|            | Okayama    | Asamblea Prefectural de Okayama   | 55              |
|            | Hiroshima  | Asamblea Prefectural de Hiroshima | 64              |
|            | Yamaguchi  | Asamblea Prefectural de Yamaguchi | 47              |
|            | Tokushima  | Asamblea Prefectural de Tokushima | 38              |
|            | Kagawa     | Asamblea Prefectural de Kagawa    | 41              |
|            | Ehime      | Asamblea Prefectural de Ehime     | 47              |
|            | Kōchi      | Asamblea Prefectural de Kōchi     | 37              |
|            | Fukuoka    | Asamblea Prefectural de Fukuoka   | 87              |
|            | Saga       | Asamblea Prefectural de Saga      | 38              |
|            | Nagasaki   | Asamblea Prefectural de Nagasaki  | 46              |
|            | Kumamoto   | Asamblea Prefectural de Kumamoto  | 49              |
|            | Ōita       | Asamblea Prefectural de Ōita      | 43              |
|            | Miyazaki   | Asamblea Prefectural de Miyazaki  | 39              |
|            | Kagoshima  | Asamblea Prefectural de Kagoshima | 51              |
|            | Okinawa    | Asamblea Prefectural de Okinawa   | 48              |